# Undine (牧野由依單曲)
《Undine》（日语：ウンディーネ）是日本女性聲優牧野由依的第2張單曲。2005年10月21日由Victor Entertainment發行。

## 解說
《Undine》是2005年10月至12月東京電視網電視動畫《ARIA The ANIMATION》採用的片頭主題曲。至於B面歌曲「交響曲」也在同名電視動畫作為第11、12話的劇中插入歌曲使用。兩面歌曲後來都收錄在她的首張專輯《天球的音樂》，2006年12月6日發行。
單曲封面則以牧野她坐在船上作為單曲的主題名稱，而裡封面使用的是《水星領航員》電視動畫版的插圖。
後來，多次在《水星領航員》動畫系列幫牧野作詞、作曲的音樂組合ROUND TABLE以ROUND TABLE featuring Nino名藝也翻唱過表題曲「Undine」，並在2008年發行的第8張單曲《Distance》當作B面歌曲收錄。

## 收錄歌曲
1. Undine [5:45]
  - 作詞：河井英里，作曲、編曲：窪田美奈（日语：窪田ミナ）
  - 東京電視網電視動畫《ARIA The ANIMATION》片頭主題曲
2. 交響曲 [5:15]
  - 作詞：伊藤利惠子，作曲：北川勝利，編曲：櫻井康史
  - 東京電視網電視動畫《ARIA The ANIMATION》第11、12話劇中插入歌
  - 收錄在ROUND TABLE featuring Nino的單曲《我戀愛了》的B面歌曲翻唱版
3. Undine（Instrumental）
4. 交響曲（Instrumental）

## 收錄專輯
| 曲名   | 專輯           | 發行日期      | 備註                       |
| ------ | -------------- | ------------- | -------------------------- |
| Undine | 《天球的音樂》 | 2006年12月6日 | 牧野由依的個人首張原創專輯 |
| 交響曲 | 《天球的音樂》 | 2006年12月6日 | 牧野由依的個人首張原創專輯 |

## 外部連結
- Flying DOG官方網站的歌曲介紹頁面 （页面存档备份，存于） （日語）